# ダウラト・ラーオ・シンディア
ダウラト・ラーオ・シンディア（Daulat Rao Scindia, 1779年 - 1827年3月21日）は、インドのマラーター同盟、シンディア家の当主、グワーリヤル藩王国の君主（在位：1794年 - 1827年）。ムガル帝国の副摂政、軍総司令官でもある。
その治世は先代にマラーター同盟内で誇ってきたシンディア家の優位がインドールのホールカル家によって覆された時代であり、第二次、第三次マラーター戦争でもイギリスに敗北を喫して従属国（藩王国）の地位に落ちた時代でもあった。

## 生涯

### 当主位の相続
1779年、アーナンド・ラーオ・シンディア（トゥコージー・ラーオ・シンディアの息子）の息子として生まれた。
1794年2月12日、大叔父であるシンディア家の当主マハーダージー・シンディアが死亡し、その養子となっていたダウラト・ラーオが後を継いだ。
同年3月3日、ダウラト・ラーオはマラーター王国宰相府にその継承を正式に認められ、
5月10日にはムガル帝国の皇帝シャー・アーラム2世により、帝国内における地位である副摂政と軍総司令官に叙任された。マハーダージーの保持していた地位は摂政、軍総司令官であり、副摂政は格下げであるものの、シンディア家が帝都デリーを保護していたからか軍総司令官の地位は与えられている。
シンディア家の領土はマハーダージーの治世に中央インドのグワーリヤルを中心に拡大し、ムガル帝国の首都デリーを含め、広大な北インドの地域を支配していた。

### ホールカル家との紛争
さて、マールワー地方を支配したホールカル家とは、マハーダージーの時代から紛争を繰り返していたが、ダウラト・ラーオの時代にはそれがさらに悪化した。
1797年1月、ホールカル家の当主トゥコージー・ラーオ・ホールカルは息子のカーシー・ラーオ・ホールカルに譲位したが、統治者としては不適格だったため、弟のマルハール・ラーオ・ホールカル、ヤシュワント・ラーオ・ホールカル、ヴィトージー・ラーオ・ホールカルらが反乱を起こすこととなった。
その際、ダウラト・ラーオは危機に陥ったカーシー・ラーオに援助を求められた。シンディア家にとってもまた、北インドにおけるホールカル家の勢力増長は悩ましい話だったので、50万ルピーの支払いで合意した。ダウラト・ラーオは軍を派遣し、同年9月24日にマルハール・ラーオルをプネーで攻撃し、彼を殺害した。
しかし、ヤシュワント・ラーオ・ホールカルとヴィトージー・ラーオ・ホールカルはプネーを逃げることに成功し、前者はナーグプルへ、後者はコールハープルへとそれぞれ逃げた。ダウラト・ラーオはナーグプル候ラグージー・ボーンスレー2世にヤシュワント・ラーオの逮捕を要請し、1798年2月20日に彼は捕えられた。
とはいえ、同年4月6日にヤシュワント・ラーオは再び逃げ、1799年1月にはカーシー・ラーオの廃位を宣言した。

### ウッジャイン及びプネーの戦い
1800年4月に宰相府の財務大臣ナーナー・ファドナヴィースが死亡したのち更なる対立状態となり、1801年7月18日にウッジャインにおいて、シンディア家の軍はホールカル家の軍に破れ、大きな損害を与えた（ウッジャインの戦い）。
1801年4月、王国宰相バージー・ラーオ2世は捕えたヴィトージー・ラーオを象に踏みつぶさせて殺すという極めて残虐な方法で処刑し、ヤシュワント・ラーオの恨みを買うこととなった。
1802年5月、ヤシュワント・ラーオはプネーに向けて進撃し、マーレーガーオン、アフマドナガル、プランダル、ナーシク、ナーラーヤンガーオン、ネールなどを次々に落とし、プネーに迫った。シンディア家はホールカル家との対立から宰相府に援軍を送り、ともにこれを迎撃するところとなった。
そして、同年10月25日にヤシュワント・ラーオはバージー・ラーオ2世とシンディア家の軍を破り、宰相府プネーを占領した（プネーの戦い）。

### 第二次マラーター戦争と講和

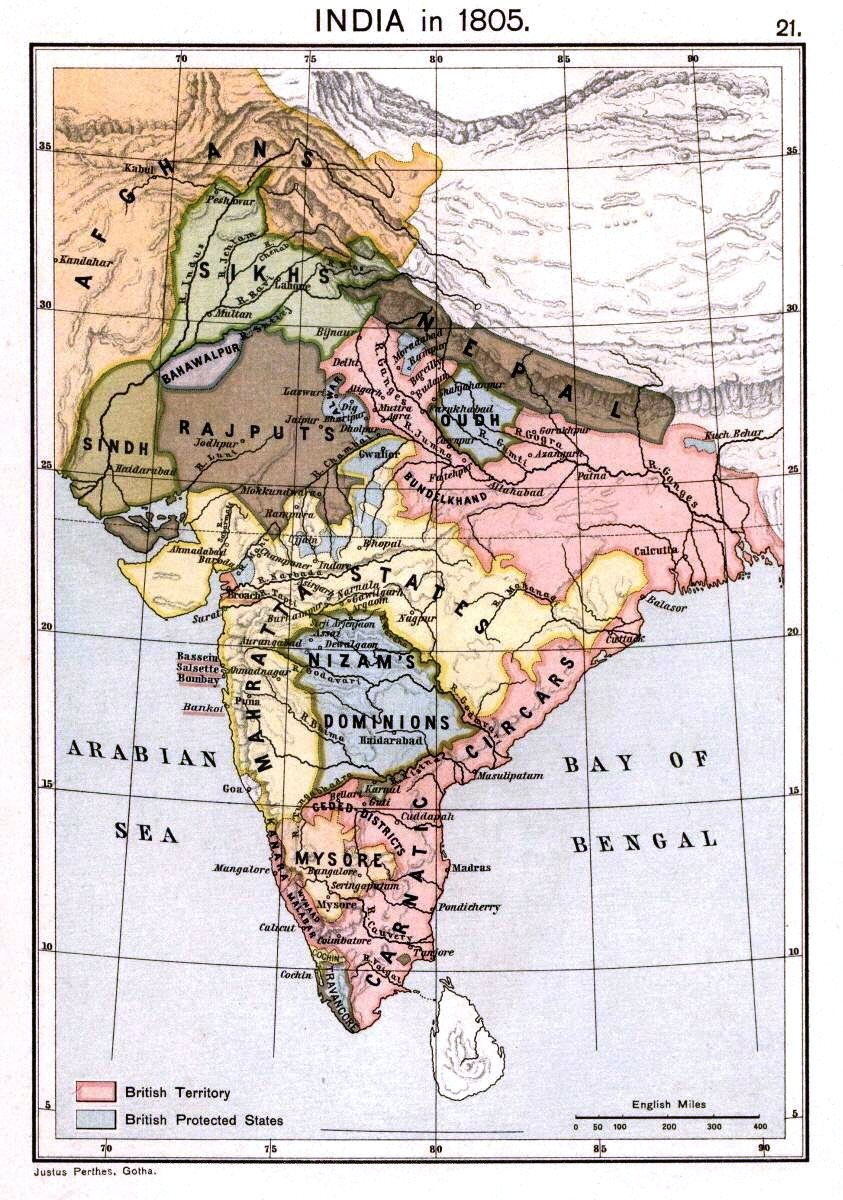
1805年のインド

バージー・ラーオ2世はプネーから逃げざるを得ず、1802年12月31日にイギリスと軍事条約バセイン条約を結び、マラーター王国の領土割譲なども約し、1803年5月3日にプネーに戻っていた。
そのため、ヤシュワント・ラーオはイギリスと戦うため、グワーリヤルのダウラト・ラーオやナーグプルのラグージー・ボーンスレー2世に団結を求めた。シンディア家もイギリスがマラーター同盟の問題に介入してきたことを脅威に思っていたので、宰相府から離れることにした。
8月に第二次マラーター戦争が勃発したのち、9月11日にシンディア家は庇護下にあったデリーをイギリスに攻撃され、デリーがイギリスのものとなると（デリーの戦い）、ボーンスレー家とシンディア家は連合して戦うようになった。
だが、同月23日にシンディア家とボーンスレー家の連合軍がアッサイェの戦いで敗れ、11月29日のアルガーオンの戦いでも連合軍は大敗し、ここから講和への流れが強まっていった。
12月17日にボーンスレー家がイギリスと講和条約デーオガーオン条約を締結したのち、12月30日にシンディア家も講和条約スールジー・アンジャンガーオン条約を締結し、デリー・アーグラ地域などを割譲した。

### 第三次マラーター戦争と保護国化

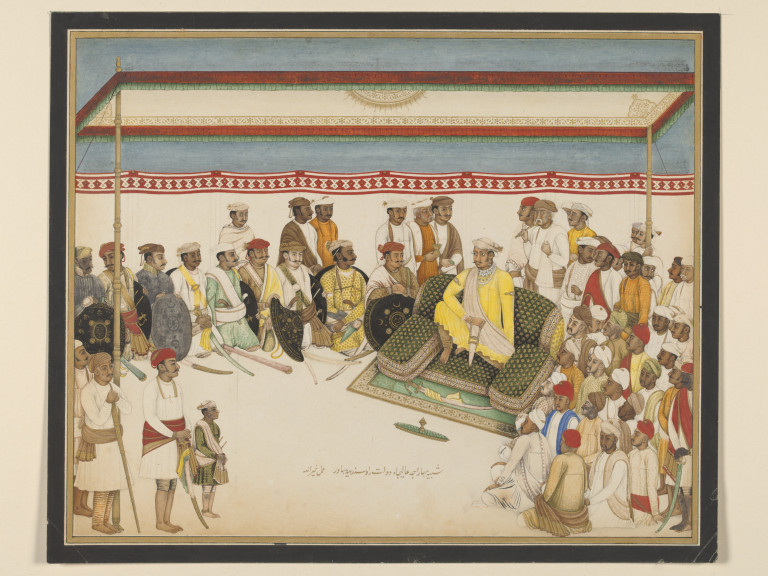
ダウラト・ラーオ・シンディアと廷臣

第二次マラーター戦争終結後、マラーター同盟内には束の間の平和が訪れ、1810年にダウラト・ラーオはグワーリヤルに新区域ラシュカルを建設した。
だが、1814年に宰相とガーイクワード家との間でグジャラートの都市アフマダーバードをめぐり対立したこと、それによる1815年のガーイクワード家の使者殺害により状況は変化した。イギリスは使節を殺害した宰相の家臣を投獄したが、宰相バージー・ラーオ2世はダウラト・ラーオにイギリスに対し共に対抗しようと提案した。
11月5日、第三次マラーター戦争が勃発したが、シンディア家はその同日にイギリスと軍事保護条約グワーリヤル条約を締結した。これにより、シンディア家はラージャスターン地方における権益を放棄し、その進出を認めたばかりか、イギリスの対ピンダーリー戦争においてはピンダーリーの掃討への協力も約した。ここにシンディア家はイギリスに従属する、いわゆる藩王国の地位に落ちた。
1827年3月21日、ダウラト・ラーオは死亡し、養子のジャンコージー・ラーオ・シンディア2世が継承した。